# Danh sách phương pháp ngụy trang
Ngụy trang là phương pháp được sinh vật hoặc quân đội sử dụng sao cho đối tượng trở nên lẫn vào môi trường xung quanh, không bị chú ý tới khi quan sát từ bên ngoài. Ví dụ thường gặp nhất của ngụy trang là các họa tiết gây nhiễu có độ tương phản cao thường thấy trên quân phục. Bất kỳ thứ gì làm chậm quá trình nhận dạng đều có thể được sử dụng để ngụy trang. Ngụy trang liên quan đến sự đánh lừa các giác quan (thường là thị giác). Mặc dù người quan sát vẫn có thể thấy đối tượng một cách rõ ràng, tuy vậy khó nhận ra do đối tượng đã hòa lẫn với nền xung quanh hoặc đối tượng biến thành một thứ gì đó khác. Bài viết này liệt kê các phương pháp ngụy trang được sử dụng bởi động vật và quân đội.

## Quy ước trong bảng

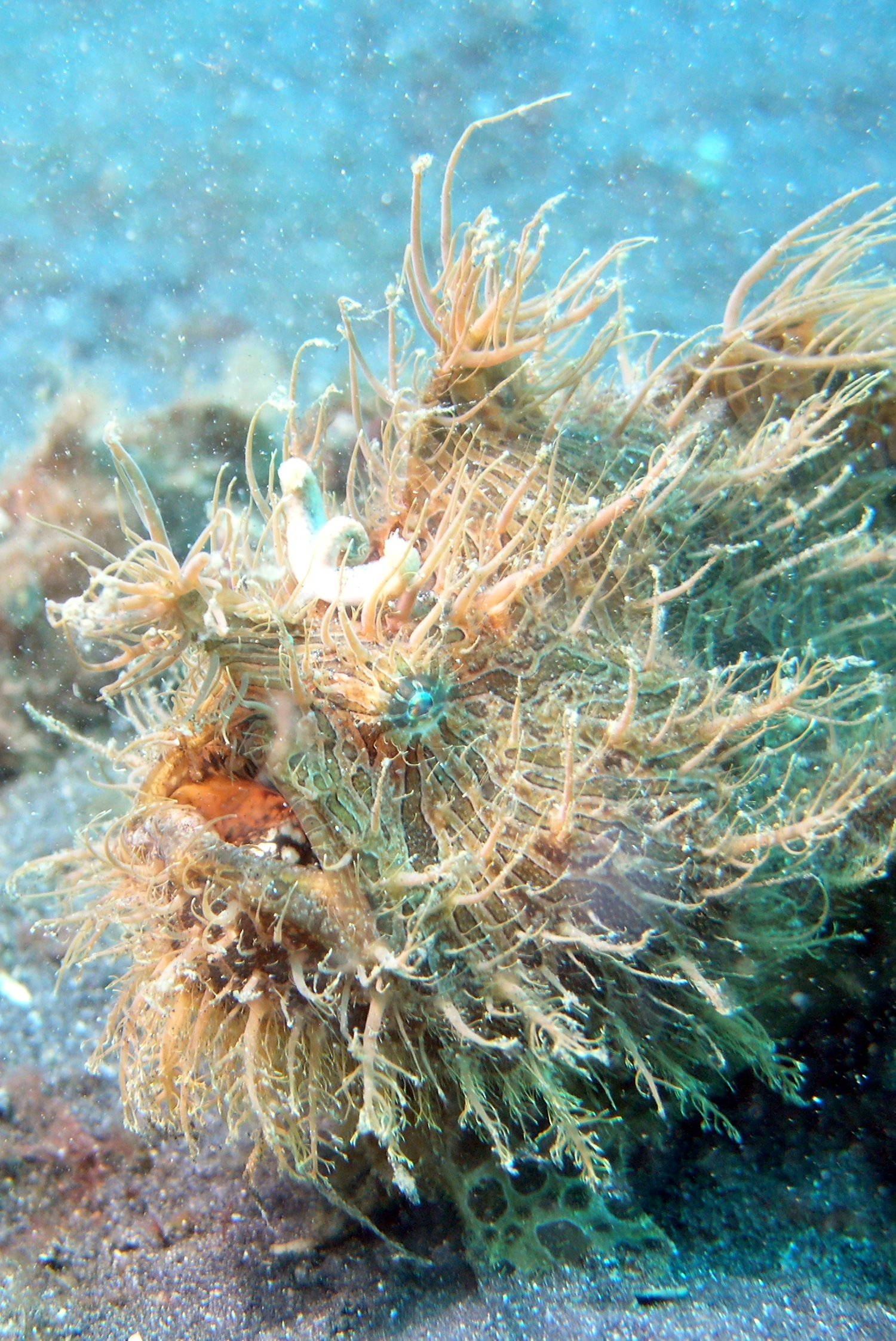
Loài Antennarius striatus được ngụy trang công phu để sống dưới đáy ở vùng biển cận nhiệt đới.

Dưới đây là bảng liệt kê và so sánh các phương pháp ngụy trang khác nhau do động vật trên cạn, trên không và dưới nước cũng như trong quân sự sử dụng. Một số phương pháp thường được kết hợp với nhau, ví dụ như loài linh dương bụi rậm vừa sử dụng phương pháp tô màu phòng vệ (countershading) trên toàn bộ cơ thể của nó, vừa có màu sắc gây nhiễu với những đốm nhỏ nhạt màu. Cho đến khi phương pháp ngụy trang tô màu phòng vệ được mô tả vào những năm 1890, màu sắc tự vệ chủ yếu được cho là màu giống với màu của môi trường, và cũng có một loạt các phương pháp khác được sử dụng để ngụy trang hiệu quả.
Khi một mục được đánh dấu Phổ biến, phương pháp đó được sử dụng rộng rãi trong môi trường tương ứng, trong hầu hết các trường hợp. Ví dụ, phương pháp tô màu phòng vệ rất phổ biến đối với các loài động vật trên cạn, nhưng không thường được sử dụng để ngụy trang trong quân sự. Các phương pháp ngụy trang chủ đạo trên đất liền là tô màu phòng vệ và màu sắc gây nhiễu, được hỗ trợ bởi các phương pháp khác ít gặp hơn. Các phương pháp ngụy trang chủ đạo trong đại dương là ngụy trang trong suốt, phản chiếu và đối quang. Phương pháp ngụy trang trong suốt và ngụy trang phản chiếu chiếm ưu thế trong độ sâu 100 mét (330 ft) đầu tiên của đại dương; phương pháp ngụy trang đối quang chiếm ưu thế từ khoảng độ sâu 100 mét (330 ft) đến 1.000 mét (3.300 ft). Hầu hết các loài động vật ở biển khơi sử dụng một hoặc nhiều phương pháp này. Ngụy trang quân sự chủ yếu dựa vào việc sử dụng màu sắc gây nhiễu, mặc dù các phương pháp khác như phá vỡ đường viền (đường viền bất thường) cũng được sử dụng và một số khác thì đang được thử nghiệm.
Năm 1890, nhà động vật học người Anh Edward Bagnall Poulton đã phân loại màu sắc động vật theo cách sử dụng của chúng, bao gồm cả ngụy trang và bắt chước. Các danh mục của Poulton phần lớn được giữ lại bởi Hugh Cott sau đó vào năm 1940. Các phân loại Poulton có liên quan được liệt kê trong bảng. Trong trường hợp định nghĩa của Poulton có bao gồm phương pháp ngụy trang được nhắc đến nhưng không đặt tên cụ thể cho nó, cụm từ "một trong số các kiểu" sẽ được đặt bên cạnh tên chính trong cột "Phân loại của Poulton".

## Tổng hợp các phương pháp ngụy trang
| Phương pháp | Phân loại của Poulton | Động vật trên cạn                                                                           | Động vật dưới nước                                      | Sử dụng trong quân sự                                                                             |
| --- | --- | ------------------------------------------------------------------------------------------- | ------------------------------------------------------- | ------------------------------------------------------------------------------------------------- |
| Bắt chước: Làm cho giống một đối tượng không phải là mối quan tâm của người quan sát | Giả dạng đặc biệt để tấn công: Hình thức bắt chước được loài săn mồi sử dụng để tránh làm con mồi phát hiện                               | Bọ ngựa hoa                                                                                 | Cá ếch Antennariidae                                    | Ngụy trang xe tăng trong chiến dịch Bertram                                                       |
| Bắt chước: Làm cho giống một đối tượng không phải là mối quan tâm của người quan sát | Giả dạng đặc biệt để phòng thủ: Hình thức bắt chước một vật thể khác được con mồi sử dụng để tránh bị loài săn mồi phát hiện              | Bướm lá Kallima inachus                                                                     | San hô Hoplophrys oatesii                               | Cây quan sát trong Thế chiến I, 1916                                                              |
| Khớp màu: Có màu sắc giống với môi trường xung quanh | Giả dạng phổ thông để phòng thủ: làm cho giống với màu sắc môi trường theo nhiều cách khác nhau                                           | Nhái Hyla arborea                                                                           | Cá hồi Salmo trutta                                     | Quân phục kaki, 1910                                                                              |
| Màu sắc gây nhiễu: Có những màu sắc tương phản cao để làm gián đoạn đường viền vật thể, làm cho người quan sát không thể nhận ra được đối tượng                                                                          | Giả dạng phổ thông để phòng thủ (một trong số các kiểu)                                                                                   | Cú muỗi Podargus papuensis Phổ biến                                                         | Cá ếch Antennarius commerson                            | Họa tiết gây nhiễu trên quân phục Phổ biến                                                        |
| Họa tiết gây nhiễu xung quanh mắt: Loại họa tiết gây nhiễu ở xung quanh hoặc chạy đến mắt, giúp che giấu bộ phận này | Họa tiết ngụy trang liên tục (một trong số các kiểu) (phân loại của Cott)                                                                 | Ếch Rana temporaria                                                                         | Cá Equetus lanceolatus                                  | Nòng pháo xe tăng Sherman Firefly                                                                 |
| Biến đổi theo mùa: Có những màu sắc thay đổi cùng với các mùa, thường là từ hè sang đông | Giả dạng phổ thông khả biến để phòng thủ Có những màu khác nhau để hòa lẫn vào môi trường trong những mùa khác nhau.                      | Thỏ tuyết Lepus arcticus                                                                    | Cá Sander vitreus                                       | Ngụy trang trong tuyết                                                                            |
| Tô màu phòng vệ ở hai bên hay tô màu phòng vệ Thayer: Có tông màu chuyển dần từ tối ở phía trên sang sáng ở phía dưới (ở mỗi bên thân cơ thể) nhằm loại bỏ hiệu ứng đổ bóng rõ ràng trên cơ thể khi được nhìn từ hai bên | — | Linh dương Tragelaphus sylvaticus (cũng đồng thời có những đốm trắng gây phân tán) Phổ biến | Cá mập xanh Prionace glauca                             | Ngụy trang nòng pháo của Hugh Cott                                                                |
| Tô màu phòng vệ trên/dưới: Có màu sắc hoặc hoa văn khác nhau ở trên và dưới để ngụy trang mặt trên cho người quan sát từ trên xuống và mặt dưới cho người quan sát từ dưới lên                                           | — | Mòng biển (bụng màu trắng để hợp với nền trời, tăng khả năng săn mồi thành công)            | Chim cánh cụt                                           | Máy bay tiêm kích Supermarine Spitfire                                                            |
| Ngụy trang đối quang: Tạo ra ánh sáng nhằm tăng độ sáng của vật thể cho phù hợp với nền sáng của môi trường, như mặt dưới của động vật biển so với mặt biển                                                              | — | —                                                                                           | Mực Watasenia scintillans Phổ biến (ở độ sâu 100–1000m) | Đèn Yehudi (thử nghiệm)                                                                           |
| Trong suốt: Để ánh sáng xuyên qua nhiều đến mức khó nhìn thấy vật thể trong các điều kiện chiếu sáng điển hình | Giả dạng phổ thông để phòng thủ (một trong các kiểu)                                                                                      | Ếch thủy tinh Centrolenidae                                                                 | Sứa lược Ctenophora Phổ biến (ở độ sâu 0–100m)          | Các thử nghiệm năm 1916                                                                           |
| Phản chiếu (ánh bạc): Phản xạ đủ ánh sáng, thường là từ các mặt bên, để làm cho đối tượng xuất hiện như là một mảng (phản chiếu) của môi trường                                                                          | Giả dạng phổ thông để phòng thủ (một trong các kiểu)                                                                                      | —                                                                                           | Cá mòi Phổ biến (ở độ sâu 0–100m)                       | —                                                                                                 |
| Tự trang trí: Che giấu bản thân bằng cách sử dụng các vật liệu từ môi trường | Tự vệ ngẫu nhiên: che giấu bản thân bằng những vật liệu ngẫu nhiên từ môi trường không phải là bộ phận của cơ thể                         | Bọ sát thủ Reduvius personatus                                                              | Cua ngụy trang                                          | Trang phục ngụy trang                                                                             |
| Che giấu bóng: Có các đặc điểm như các gờ hoặc làm thân phẳng để giảm hoặc ẩn đi phần bóng | — | Thằn lằn Draco indochinensis                                                                | Cá mập Eucrossorhinus dasypogon                         | Hệ thống lưới ngụy trang                                                                          |
| Đường viền bất thường: Có đường viền đối tượng bất thường hoặc phức tạp (làm người quan sát phải mất thời gian mới nhận ra được vật thể)                                                                                 | Giả dạng đặc biệt để phòng thủ (một trong số các kiểu)                                                                                    | Bướm thuộc chi Polygonia                                                                    | Cá hải long Phycodurus eques                            | Ngụy trang bằng vải, cành cây                                                                     |
| Đánh lạc hướng: Có màu sắc làm phân tán sự chú ý của người quan sát khỏi một đặc điểm nổi bật của đối tượng (chẳng hạn như đầu hoặc mắt)                                                                                 | — | Đốm mắt ở bướm Inachis io                                                                   | Cá bướm Chaetodon capistratus                           | Sóng nước giả ở chiến hạm USS Northampton                                                         |
| Điểm gây phân tán: Những đốm nhỏ, dễ dàng nhận thấy làm phân tán sự chú ý của người quan sát, gây khó khăn cho việc việc nhận ra toàn bộ vật thể                                                                         | — | Cú tuyết Bubo scandiacus với những đốm gây phân tán sự chú ý                                | —                                                       | Ngụy trang trong tuyết bằng cách sử dụng những đốm nhỏ                                            |
| Ngụy trang chủ động: Thay đổi màu sắc đủ nhanh đến mức có thể duy trì sự tương đồng với môi trường xung quanh ngay cả khi di chuyển                                                                                      | Giả dạng khả biến để tấn công hoặc phòng thủ: Thay đổi màu sắc để giống với nền, được sử dụng bởi động vật ăn thịt hoặc con mồi tương ứng | Tắc kè hoa Chamaeleo calyptratus                                                            | Bạch tuộc hoặc cá bơn                                   | Adaptiv (xem ảnh tại bài viết)                                                                    |
| Ngụy trang chuyển động: Đi theo một quỹ đạo sao cho đối tượng luôn ở giữa điểm xuất phát và mục tiêu (ví dụ: con mồi), thay vì đi thẳng đến mục tiêu                                                                     | — | Ruồi Syritta pipiens                                                                        | —                                                       | Tên lửa không-đối-không Được sử dụng chủ yếu vì độ hiệu quả                                       |
| Chuyển động gây hoa mắt: Di chuyển nhanh chóng các họa tiết sọc tương phản rõ rệt gây rối cho quá trình xử lý hình ảnh của người quan sát                                                                                | — | Ngựa vằn                                                                                    | —                                                       | Chỉ mới được đề xuất (Lưu ý: kiểu ngụy trang gây hoa mắt ở dưới không khẳng định có tác dụng này) |
| Ngụy trang gây hoa mắt: Sử dụng các họa tiết sọc tương phản mạnh, đánh lừa kẻ thù về hướng đi của tàu | — | —                                                                                           | —                                                       | Ngụy trang tàu chiến, chủ yếu sử dụng trong Thế chiến I Phổ biến, 1917–18                         |
| Siêu đen: Có bề mặt cơ thể cực kỳ đen, hòa lẫn với nền rất tối | — | Báo đen                                                                                     | Cá sống ở vực sâuː ví dụ Cá lồng đèn                    | Máy bay tiêm kích ban đêm                                                                         |

## Danh mục tham khảo
- Barkas, Geoffrey (1952). The Camouflage Story (from Aintree to Alamein). Cassell.
- Beddard, Frank Evers (1892). Animal Coloration: an account of the principal facts and theories relating to the colours and markings of animals. Swan Sonnenschein.
- Cott, Hugh (1940). Adaptive Coloration in Animals. Oxford University Press.
- Herring, Peter (2002). The Biology of the Deep Ocean. Oxford University Press. ISBN 978-0-198-54956-7.
- Newark, Tim (2007). Camouflage (bằng tiếng Anh). Thames and Hudson. ISBN 978-0-500-51347-7.
- Forbes, Peter (2009). Dazzled and Deceived: Mimicry and Camouflage. Yale. ISBN 978-0-300-12539-9.
- Poulton, Edward Bagnall (1890). Dazzled and Deceived: Mimicry and Camouflage. Yale. ISBN 978-0-300-12539-9.
- Stevens, Martin; Merilaita, Sami (2011). Animal Camouflage. Cambridge University Press. ISBN 978-0-521-19911-7.
- Wickler, Wolfgang (1968). Mimicry in plants and animals. McGraw-Hill. ISBN 978-1-114-82438-6.